# Paul Trimboli
Paul Trimboli (Melbourne, Australia, 25 de febrero de 1969) es un exfutbolista y dirigente deportivo de Australia que jugaba en la posición de delantero centro.

## Carrera

### Club
| Periodo   | Club                  | Apariciones | Goles |
| --------- | --------------------- | ----------- | ----- |
| 1987      | Sunshine George Cross | 28          | 4     |
| 1988-2004 | South Melbourne FC    | 430         | 115   |

### Selección nacional
A nivel de selecciones menores jugó para Australia en las categorías sub-17 y sub-20. 
Integró la selección de fútbol sala de Australia que participó de la Copa Mundial de 1989.
Jugó con Australia en 40 ocasiones de 1988 a 2002 y anotó 13 goles; participó en tres ediciones de la Copa de las Naciones de la OFC donde fue campeón en 1996, y fue finalista de la Copa FIFA Confederaciones 1997.
| N.º | Fecha                    | Sede                                         | Rival           | Marcador | Resultado | Torneo                                               | Ref.   |
| --- | ------------------------ | -------------------------------------------- | --------------- | -------- | --------- | ---------------------------------------------------- | ------ |
| 1   | 3 de diciembre de 1988   | Lake Macquarie, Australia                    | Fiyi            | 5–0      | 5–1       | Clasificación para la Copa Mundial de Fútbol de 1990 | [ 6 ]  |
| 2   | 16 de abril de 1989      | Sydney Football Stadium, Sídney, Australia   | Israel          | 1–1      | 1–1       | Clasificación para la Copa Mundial de Fútbol de 1990 | [ 7 ]  |
| 3   | 1993                     | Woodlands Stadium, Woodlands, Singapur       | Kuwait          | 1–0      | 1–0       | Amistoso                                             | [ 8 ]  |
| 4   | 14 de septiembre de 1996 | Kings Park Stadium, Durban, Sudáfrica        | Ghana           | 2–0      | 2–0       | Amistoso                                             | [ 9 ]  |
| 5   | 26 de octubre de 1996    | Stade Pater, Papeete, Tahití                 | Tahití          | 2–0      | 6–0       | Copa de las Naciones de la OFC 1996                  | [ 10 ] |
| 6   | 13 de junio de 1997      | Western Sydney Stadium, Sídney, Australia    | Tahití          | 2–0      | 5–0       | Clasificación para la Copa Mundial de Fútbol de 1998 | [ 11 ] |
| 7   | 13 de junio de 1997      | Western Sydney Stadium, Sídney, Australia    | Tahití          | 3–0      | 5–0       | Clasificación para la Copa Mundial de Fútbol de 1998 | [ 11 ] |
| 8   | 19 de junio de 1997      | Western Sydney Stadium, Sídney, Australia    | Tahití          | 2–0      | 2–0       | Clasificación para la Copa Mundial de Fútbol de 1998 | [ 12 ] |
| 9   | 28 de septiembre de 1998 | Lang Park, Brisbane, Australia               | Islas Cook      | 1–0      | 16–0      | Copa de las Naciones de la OFC 1998                  | [ 13 ] |
| 10  | 28 de septiembre de 1998 | Lang Park, Brisbane, Australia               | Islas Cook      | 3–0      | 16–0      | Copa de las Naciones de la OFC 1998                  | [ 13 ] |
| 11  | 28 de septiembre de 1998 | Lang Park, Brisbane, Australia               | Islas Cook      | 10–0     | 16–0      | Copa de las Naciones de la OFC 1998                  | [ 13 ] |
| 12  | 8 de julio de 2002       | Mount Smart Stadium, Auckland, Nueva Zelanda | Nueva Caledonia | 11–0     | 11–0      | Copa de las Naciones de la OFC 2002                  | [ 14 ] |
| 13  | 10 de julio de 2002      | Mount Smart Stadium, Auckland, Nueva Zelanda | Fiyi            | 6–0      | 8–0       | Copa de las Naciones de la OFC 2002                  | [ 15 ] |

## Tras el retiro
El 21 de junio de 2011 fue nombrado gerente general del Brisbane Roar de la A-League. El 25 de junio de 2012 Trimboli fue nombrado director de operaciones del Melbourne Victory por pedido del entrenador Ange Postecoglou.

## Logros

### Club
- NSL Championship: 1990–1991, 1997–1998, 1998–1999
- NSL Premiers: 1992/1993, 1997/1998, 2000/2001
- OFC Champions League: 1999
- Dockerty Cup: 1988,1989,1991,1993,1995
- NSL Cup: 1990, 1996

### Selección nacional
- OFC Nations Cup: 1996[18]

### Individual
- Medalla Johnny Warren: 1992–1993, 1997–1998
- Medalla Papasavas (U-21): 1988, 1989
- Goleador histórico del South Melbourne FC
- Más partidos con el South Melbourne FC
- Equipo del Siglo del South Melbourne
- South Melbourne Hall of Fame